# 8098 Miyamotoatsushi
8098 Miyamotoatsushi eller 1993 SH2 är en asteroid i huvudbältet som upptäcktes den 19 september 1993 av de båda japanska astronomerna Kazuro Watanabe och Kin Endate vid Kitami-observatoriet. Den är uppkallad efter astronomen Atsushi Miyamoto.
Asteroiden har en diameter på ungefär 7 kilometer.